# Sprint masculin de ski de fond aux Jeux olympiques de 2022
Navigation
Pyeongchang 2018 Milan-Cortina 2026
L'épreuve masculine de sprint du ski de fond aux Jeux olympiques de 2022 a eu lieu le 8 février 2018 au Centre de ski nordique et de biathlon de Guyangshu. 

## Médaillés
| Or                               | Argent                       | Bronze                    |
| Johannes Høsflot Klæbo (Norvège) | Federico Pellegrino (Italie) | Alexander Terentyev (ROC) |

## Résultats

### Qualifications
| Rang | Dossard | Athlète                   | Nationalité        | Temps                  | Retard                 | Note                   |
| ---- | ------- | ------------------------- | ------------------ | ---------------------- | ---------------------- | ---------------------- |
| 1    | 16      | Lucas Chanavat            | France             | 2 min 45 s 03          | —                      | Q                      |
| 2    | 28      | Sergey Ustiugov           | ROC                | 2 min 46 s 51          | + 1 s 48               | Q                      |
| 3    | 22      | Johannes Høsflot Klæbo    | Norvège            | 2 min 46 s 74          | + 1 s 71               | Q                      |
| 4    | 10      | Richard Jouve             | France             | 2 min 47 s 93          | + 2 s 90               | Q                      |
| 5    | 3       | Wang Qiang                | Chine              | 2 min 48 s 91          | + 3 s 88               | Q                      |
| 6    | 12      | Federico Pellegrino       | Italie             | 2 min 49 s 55          | + 4 s 52               | Q                      |
| 7    | 18      | Håvard Solås Taugbøl      | Norvège            | 2 min 49 s 93          | + 4 s 90               | Q                      |
| 8    | 45      | Johan Häggström           | Suède              | 2 min 50 s 61          | + 5 s 58               | Q                      |
| 9    | 41      | Ondřej Černý              | Tchéquie           | 2 min 50 s 65          | + 5 s 62               | Q                      |
| 10   | 35      | Artem Maltsev             | ROC                | 2 min 50 s 90          | + 5 s 87               | Q                      |
| 11   | 30      | Lauri Vuorinen            | Finlande           | 2 min 50 s 91          | + 5 s 88               | Q                      |
| 12   | 14      | Alexander Terentyev       | ROC                | 2 min 50 s 92          | + 5 s 89               | Q                      |
| 13   | 6       | James Clinton Schoonmaker | États-Unis         | 2 min 51 s 15          | + 6 s 12               | Q                      |
| 14   | 26      | Pål Golberg               | Norvège            | 2 min 51 s 52          | + 6 s 49               | Q                      |
| 15   | 24      | Erik Valnes               | Norvège            | 2 min 51 s 56          | + 6 s 53               | Q                      |
| 16   | 34      | Renaud Jay                | France             | 2 min 51 s 86          | + 6 s 83               | Q                      |
| 17   | 37      | Oskar Svensson            | Suède              | 2 min 52 s 07          | + 7 s 04               | Q                      |
| 18   | 4       | Marcus Grate              | Suède              | 2 min 52 s 14          | + 7 s 11               | Q                      |
| 19   | 32      | Ben Ogden                 | États-Unis         | 2 min 52 s 21          | + 7 s 18               | Q                      |
| 20   | 8       | Jovian Hediger            | Suisse             | 2 min 52 s 47          | + 7 s 44               | Q                      |
| 21   | 36      | Michal Novák              | Tchéquie           | 2 min 52 s 49          | + 7 s 46               | Q                      |
| 22   | 42      | Kevin Bolger              | États-Unis         | 2 min 52 s 50          | + 7 s 47               | Q                      |
| 23   | 44      | Joni Mäki                 | Finlande           | 2 min 52 s 83          | + 7 s 80               | Q                      |
| 24   | 2       | Valerio Grond             | Suisse             | 2 min 53 s 17          | + 8 s 14               | Q                      |
| 25   | 17      | Davide Graz               | Italie             | 2 min 53 s 58          | + 8 s 55               | Q                      |
| 26   | 25      | Maciej Staręga            | Pologne            | 2 min 53 s 61          | + 8 s 58               | Q                      |
| 27   | 38      | Anton Persson             | Suède              | 2 min 53 s 71          | + 8 s 68               | Q                      |
| 28   | 53      | Raimo Vīgants             | Lettonie           | 2 min 53 s 98          | + 8 s 95               | Q                      |
| 29   | 29      | Luděk Šeller              | Tchéquie           | 2 min 54 s 09          | + 9 s 06               | Q                      |
| 30   | 11      | Luke Jager                | États-Unis         | 2 min 54 s 44          | + 9 s 41               | Q                      |
| 31   | 46      | Roman Schaad              | Suisse             | 2 min 54 s 57          | + 9 s 54               |                        |
| 32   | 48      | Hiroyuki Miyazawa         | Japon              | 2 min 54 s 64          | + 9 s 61               |                        |
| 32   | 33      | Jan Pechoušek             | Tchéquie           | 2 min 55 s 03          | + 10 s 00              |                        |
| 34   | 23      | Graham Ritchie            | Canada             | 2 min 55 s 04          | + 10 s 01              |                        |
| 35   | 40      | Francesco De Fabiani      | Italie             | 2 min 55 s 56          | + 10 s 53              |                        |
| 35   | 43      | Andrew Young              | Grande-Bretagne    | 2 min 55 s 60          | + 10 s 57              |                        |
| 37   | 52      | Jaume Pueyo               | Espagne            | 2 min 55 s 76          | + 10 s 73              |                        |
| 38   | 5       | Janosch Brugger           | Allemagne          | 2 min 56 s 01          | + 10 s 98              |                        |
| 39   | 21      | Michael Föttinger         | Autriche           | 2 min 56 s 58          | + 11 s 55              |                        |
| 40   | 39      | James Clugnet             | Grande-Bretagne    | 2 min 56 s 72          | + 11 s 69              |                        |
| 41   | 51      | Henri Roos                | Estonie            | 2 min 57 s 15          | + 12 s 12              |                        |
| 42   | 47      | Vili Črv                  | Slovénie           | 2 min 57 s 39          | + 12 s 36              |                        |
| 43   | 19      | Benjamin Moser            | Autriche           | 2 min 58 s 07          | + 13 s 04              |                        |
| 44   | 31      | Miha Šimenc               | Slovénie           | 2 min 58 s 14          | + 13 s 11              |                        |
| 45   | 13      | Marko Kilp                | Estonie            | 2 min 58 s 95          | + 13 s 92              |                        |
| 46   | 60      | Ruslan Perekhoda          | Ukraine            | 2 min 59 s 34          | + 14 s 31              |                        |
| 47   | 63      | Raul Popa                 | Roumanie           | 2 min 59 s 85          | + 14 s 82              |                        |
| 48   | 49      | Martin Himma              | Estonie            | 3 min 0 s 07           | + 15 s 04              |                        |
| 49   | 54      | Modestas Vaičiulis        | Lituanie           | 3 min 1 s 28           | + 16 s 25              |                        |
| 50   | 55      | Phillip Bellingham        | Australie          | 3 min 1 s 57           | + 16 s 54              |                        |
| 51   | 27      | Maicol Rastelli           | Italie             | 3 min 2 s 04           | + 17 s 01              |                        |
| 52   | 57      | Mark Chanloung            | Thaïlande          | 3 min 2 s 12           | + 17 s 09              |                        |
| 53   | 9       | Yahor Shpuntau            | Biélorussie        | 3 min 2 s 17           | + 17 s 14              |                        |
| 54   | 56      | Olivier Léveillé          | Canada             | 3 min 2 s 26           | + 17 s 23              |                        |
| 55   | 75      | Lars Young Vik            | Australie          | 3 min 2 s 52           | + 17 s 49              |                        |
| 56   | 1       | Antoine Cyr               | Canada             | 3 min 2 s 59           | + 17 s 56              |                        |
| 57   | 66      | Haruki Yamashita          | Japon              | 3 min 2 s 60           | + 17 s 57              |                        |
| 58   | 50      | Kamil Bury                | Pologne            | 3 min 2 s 73           | + 17 s 70              |                        |
| 59   | 70      | Strahinja Erić            | Bosnie-Herzégovine | 3 min 3 s 05           | + 18 s 02              |                        |
| 60   | 73      | Ciren Zhandui             | Chine              | 3 min 3 s 22           | + 18 s 19              |                        |
| 61   | 80      | Hugo Hinckfuss            | Australie          | 3 min 4 s 52           | + 19 s 41              |                        |
| 62   | 64      | Yevgeniy Velichko         | Kazakhstan         | 3 min 4 s 52           | + 19 s 49              |                        |
| 63   | 62      | Seve de Campo             | Australie          | 3 min 4 s 81           | + 18 s 78              |                        |
| 64   | 58      | Oleksii Krasovskyi        | Ukraine            | 3 min 5 s 52           | + 20 s 49              |                        |
| 65   | 67      | Miha Ličef                | Slovénie           | 3 min 5 s 98           | + 20 s 95              |                        |
| 66   | 65      | Vitaliy Pukhkalo          | Kazakhstan         | 3 min 6 s 31           | + 21 s 28              |                        |
| 67   | 59      | Shang Jincai              | Chine              | 3 min 6 s 52           | + 21 s 49              |                        |
| 68   | 72      | Tautvydas Strolia         | Lituanie           | 3 min 6 s 76           | + 21 s 73              |                        |
| 69   | 69      | Marko Skender             | Croatie            | 3 min 6 s 86           | + 21 s 83              |                        |
| 70   | 82      | Roberts Slotiņš           | Lettonie           | 3 min 7 s 41           | + 22 s 38              |                        |
| 71   | 78      | Manex Silva               | Brésil             | 3 min 8 s 64           | + 23 s 61              |                        |
| 72   | 71      | Ádám Kónya                | Hongrie            | 3 min 9 s 43           | + 24 s 40              |                        |
| 73   | 68      | Samuel Ikpefan            | Nigeria            | 3 min 9 s 57           | + 24 s 54              |                        |
| 74   | 15      | Janez Lampič              | Slovénie           | 3 min 9 s 95           | + 24 s 92              |                        |
| 74   | 74      | Franco Dal Farra          | Argentine          | 3 min 9 s 95           | + 24 s 92              |                        |
| 76   | 76      | Thibaut de Marre          | Belgique           | 3 min 10 s 66          | + 25 s 63              |                        |
| 77   | 83      | Batmönkhiin Achbadrakh    | Mongolie           | 3 min 11 s 60          | + 26 s 57              |                        |
| 78   | 61      | Isak Stianson Pedersen    | Islande            | 3 min 11 s 95          | + 26 s 92              |                        |
| 79   | 79      | Liu Rongsheng             | Chine              | 3 min 12 s 14          | + 27 s 11              |                        |
| 80   | 77      | Yusuf Emre Fırat          | Turquie            | 3 min 15 s 96          | + 30 s 93              |                        |
| 81   | 81      | Jeong Jong-won            | Corée du Sud       | 3 min 16 s 15          | + 31 s 12              |                        |
| 82   | 89      | Kim Min-woo               | Corée du Sud       | 3 min 19 s 76          | + 34 s 73              |                        |
| 83   | 86      | Apóstolos Angelís         | Grèce              | 3 min 20 s 87          | + 35 s 84              |                        |
| 84   | 88      | Aleksandar Grbović        | Monténégro         | 3 min 24 s 12          | + 39 s 09              |                        |
| 85   | 84      | Yonathan Jesús Fernández  | Chili              | 3 min 26 s 12          | + 41 s 09              |                        |
| 86   | 87      | Stavre Jada               | Macédoine du Nord  | 3 min 29 s 13          | + 44 s 10              |                        |
| 87   | 85      | Elie Tawk                 | Liban              | 3 min 47 s 73          | + 1 min 2 s 70         |                        |
| 88   | 90      | Carlos Quintana           | Colombie           | 4 min 8 s 66           | + 1 min 23 s 63        |                        |
| —    | 7       | Aliaksandr Voranau        | Biélorussie        | N'a pas pris le départ | N'a pas pris le départ | N'a pas pris le départ |
| —    | 20      | Alexander Bolshunov       | ROC                | N'a pas pris le départ | N'a pas pris le départ | N'a pas pris le départ |

### Quarts de finale

#### Quart de finale 1
| Rang | Dossard | Athlète                | Nationalité | Temps         | Retard    | Note |
| ---- | ------- | ---------------------- | ----------- | ------------- | --------- | ---- |
| 1    | 3       | Johannes Høsflot Klæbo | Norvège     | 2 min 51 s 57 | —         | Q    |
| 2    | 2       | Sergey Ustiugov        | ROC         | 2 min 51 s 94 | + 0 s 37  | Q    |
| 3    | 17      | Oskar Svensson         | Suède       | 2 min 52 s 26 | + 0 s 69  | LL   |
| 4    | 19      | Ben Ogden              | États-Unis  | 2 min 53 s 00 | + 1 s 43  | LL   |
| 5    | 27      | Anton Persson          | Suède       | 2 min 53 s 35 | + 1 s 78  |      |
| 6    | 16      | Renaud Jay             | France      | 3 min 35 s 80 | + 44 s 23 |      |

 Légende : LL - Repêché (Lucky Loser) 

#### Quart de finale 2
| Rang | Dossard | Athlète             | Nationalité | Temps         | Retard   | Note |
| ---- | ------- | ------------------- | ----------- | ------------- | -------- | ---- |
| 1    | 6       | Federico Pellegrino | Italie      | 2 min 53 s 08 | —        | Q    |
| 2    | 1       | Lucas Chanavat      | France      | 2 min 53 s 43 | + 0 s 35 | Q    |
| 3    | 18      | Marcus Grate        | Suède       | 2 min 53 s 71 | + 0 s 63 |      |
| 4    | 24      | Valerio Grond       | Suisse      | 2 min 54 s 12 | + 1 s 04 |      |
| 5    | 21      | Michal Novák        | Tchéquie    | 2 min 55 s 36 | + 2 s 28 |      |
| 6    | 25      | Davide Graz         | Italie      | 2 min 56 s 09 | + 3 s 01 |      |

#### Quart de finale 3
| Rang | Dossard | Athlète              | Nationalité | Temps         | Retard        | Note |
| ---- | ------- | -------------------- | ----------- | ------------- | ------------- | ---- |
| 1    | 4       | Richard Jouve        | France      | 2 min 57 s 92 | — (PF)        | Q    |
| 2    | 7       | Håvard Solås Taugbøl | Norvège     | 2 min 57 s 93 | + 0 s 01 (PF) | Q    |
| 3    | 8       | Johan Häggström      | Suède       | 2 min 58 s 01 | + 0 s 09 (PF) |      |
| 4    | 22      | Kevin Bolger         | États-Unis  | 2 min 58 s 54 | + 0 s 62      |      |
| 5    | 30      | Luke Jager           | États-Unis  | 2 min 59 s 14 | + 1 s 22      |      |
| 6    | 29      | Luděk Šeller         | Tchéquie    | 3 min 1 s 83  | + 3 s 91      |      |

Légende : PF - Photo finish

#### Quart de finale 4
| Rang | Dossard | Athlète        | Nationalité | Temps         | Retard    | Note |
| ---- | ------- | -------------- | ----------- | ------------- | --------- | ---- |
| 1    | 15      | Erik Valnes    | Norvège     | 2 min 49 s 31 | —         | Q    |
| 2    | 10      | Artem Maltsev  | ROC         | 2 min 50 s 37 | + 1 s 06  | Q    |
| 3    | 11      | Lauri Vuorinen | Finlande    | 2 min 54 s 64 | + 5 s 33  |      |
| 4    | 28      | Raimo Vīgants  | Lettonie    | 3 min 6 s 63  | + 17 s 32 |      |
| 5    | 14      | Pål Golberg    | Norvège     | 3 min 14 s 81 | + 25 s 50 |      |
| 6    | 5       | Wang Qiang     | Chine       | RAL           | RAL       | RAL  |

Légende : RAL - Déclassé (Ranked as last)

#### Quart de finale 5
| Rang | Dossard | Athlète                   | Nationalité | Temps         | Retard    | Note |
| ---- | ------- | ------------------------- | ----------- | ------------- | --------- | ---- |
| 1    | 23      | Joni Mäki                 | Finlande    | 2 min 57 s 59 | —         | Q    |
| 2    | 12      | Alexander Terentyev       | ROC         | 2 min 57 s 93 | + 0 s 34  | Q    |
| 3    | 13      | James Clinton Schoonmaker | États-Unis  | 2 min 58 s 13 | + 0 s 54  |      |
| 4    | 26      | Maciej Staręga            | Pologne     | 2 min 58 s 56 | + 0 s 97  |      |
| 5    | 20      | Jovian Hediger            | Suisse      | 2 min 58 s 87 | + 1 s 28  |      |
| 6    | 9       | Ondřej Černý              | Tchéquie    | 3 min 10 s 62 | + 13 s 03 |      |

### Demi-finales

#### Demi-finale 1
| Rang | Dossard | Athlète                | Nationalité | Temps         | Retard        | Note |
| ---- | ------- | ---------------------- | ----------- | ------------- | ------------- | ---- |
| 1    | 6       | Federico Pellegrino    | Italie      | 2 min 52 s 17 | — (PF)        | Q    |
| 2    | 3       | Johannes Høsflot Klæbo | Norvège     | 2 min 52 s 23 | + 0 s 06 (PF) | Q    |
| 3    | 4       | Richard Jouve          | France      | 2 min 52 s 31 | + 0 s 14 (PF) |      |
| 4    | 2       | Sergey Ustiugov        | ROC         | 2 min 52 s 35 | + 0 s 18 (PF) |      |
| 5    | 1       | Lucas Chanavat         | France      | 2 min 52 s 92 | + 0 s 75      |      |
| 6    | 19      | Ben Ogden              | États-Unis  | 2 min 53 s 41 | + 1 s 24      |      |

Légende : PF - Photo Finish

#### Demi-finale 2
| Rang | Dossard | Athlète              | Nationalité | Temps         | Retard    | Note |
| ---- | ------- | -------------------- | ----------- | ------------- | --------- | ---- |
| 1    | 12      | Alexander Terentyev  | ROC         | 2 min 50 s 67 | —         | Q    |
| 2    | 23      | Joni Mäki            | Finlande    | 2 min 51 s 10 | + 0 s 43  | Q    |
| 3    | 17      | Oskar Svensson       | Suède       | 2 min 51 s 22 | + 0 s 55  | LL   |
| 4    | 10      | Artem Maltsev        | ROC         | 2 min 51 s 50 | + 0 s 83  | LL   |
| 5    | 7       | Håvard Solås Taugbøl | Norvège     | 2 min 52 s 46 | + 1 s 79  |      |
| 6    | 15      | Erik Valnes          | Norvège     | 3 min 13 s 28 | + 22 s 61 |      |

Légende : LL - Repêché (Lucky Loser)

### Finale
| Rang                                | Dossard | Athlète                | Nationalité | Temps         | Retard   | Note |
| ----------------------------------- | ------- | ---------------------- | ----------- | ------------- | -------- | ---- |
| Médaille d'or, Jeux olympiques      | 3       | Johannes Høsflot Klæbo | Norvège     | 2 min 58 s 06 | —        |      |
| Médaille d'argent, Jeux olympiques  | 6       | Federico Pellegrino    | Italie      | 2 min 58 s 32 | + 0 s 26 |      |
| Médaille de bronze, Jeux olympiques | 12      | Alexander Terentyev    | ROC         | 2 min 59 s 37 | + 1 s 31 |      |
| 4                                   | 23      | Joni Mäki              | Finlande    | 3 min 0 s 18  | + 2 s 12 |      |
| 5                                   | 10      | Artem Maltsev          | ROC         | 3 min 1 s 65  | + 3 s 59 |      |
| 6                                   | 17      | Oskar Svensson         | Suède       | 3 min 4 s 23  | + 6 s 17 |      |